# Tiago Ronaldo
Tiago Ronaldo, właśc. Tiago Alexandre Carvalho Gonçalves (ur. 28 grudnia 1988 w Loures) – portugalski piłkarz występujący na pozycji pomocnika w CD Trofense.